# Diamond is Unbreakable
Diamond Is Unbreakable (japonès: ダイヤモンドは砕けない, hepburn: Daiyamondo wa Kudakenai, de vegades traduït com Diamond Is Not Crash) és el quart arc històric de la sèrie de manga japonesa JoJo's Bizarre Adventure, escrita i il·lustrada per Hirohiko Araki. Es va serialitzar a Weekly Shōnen Jump durant una mica més de tres anys i mig, des del 21 d'abril de 1992 fins al 13 de novembre de 1995, amb els 174 capítols recollits en divuit volums de tankōbon. En la seva publicació original, es va titular JoJo's Bizarre Adventure Part 4: Jōsuke Higashikata. Va ser precedit per Stardust Crusaders i seguit per Golden Wind.
Aquest arc destaca per la introducció de la fletxa del suport, que fa que qualsevol persona que en sigui travessada desenvolupi un suport si és mentalment prou fort. La fletxa es va revelar retroactivament com la font de l'estand de DIO, així com els estands de la família Joestar. L'arc va ser adaptat a una sèrie de televisió d'anime per David Production, JoJo's Bizarre Adventure: Diamond Is Unbreakable, que va començar l'abril del 2016. El 4 d'agost de 2017 es va estrenar una adaptació de la pel·lícula d'acció en viu de Toho i Warner Bros titulada JoJo's Bizarre Adventure: Diamond Is Unbreakable Chapter I. L'arc es compon dels capítols 266 a 440 de la sèrie, que abasta els volums del 29 al 47 de l'edició de col·lecció de Jump Comics.

## Argument
El 1999, a la ciutat de Morioh  situada a S-City, M-Prefecture, un estudiant de primer any anomenat Koichi Hirose coneix un home que busca Josuke Higashikata, estudiant local d’institut. Josuke, que és el fill il·legítim de Joseph Joestar, aviat es troba amb l’home, que es presenta com a Jotaro Kujo. Josuke revela que posseeix el Stand Crazy Diamond, que té la capacitat de retornar qualsevol objecte o criatura viva (excepte ell mateix o qualsevol ésser mort) a un estat anterior. Després que Jotaro insultés inadvertidament el pentinat obsolet de Josuke, els dos es barallen, amb Jotaro explicant a Josuke que és un dels molts usuaris de Stand i que està buscant el Bow and Arrow, un artefacte que crea Stands. Josuke i Koichi finalment es troben amb un parell de germans que fan servir Stand, Okuyasu i Keicho Nijimura. Keicho, el germà gran, dispara a Koichi amb la Fletxa, que gairebé el mata. Quan Josuke cura a Koichi amb Crazy Diamond, desenvolupa un Stand, Echoes. Després de la derrota de Keicho i Okuyasu, Keicho és assassinat pel Stand Red Hot Chili Pepper, que pren el flet i l’arc. Okuyasu s'uneix al grup de Josuke per venjar el seu germà, trobant-se amb altres usuaris de Stand abans que finalment trobin i derroten a Akira Otoishi, l'usuari de Red Hot Chili Pepper, quan Joseph arriba a Morioh. El Bow and Arrow es troba sota la custòdia de Jotaro i tot sembla haver acabat de moment.
Poc després, després que Josuke intenti passar temps amb Joseph, el grup es troba amb altres usuaris de Stand, com l'excèntric artista de manga Rohan Kishibe, l'escola secundària Shigekiyo "Shigechi" Yangu i una esteticista anomenada Aya Tsuji. Més tard, Koichi i Rohan ensopeguen amb el misteriós Ghost Alley, on es troben amb els fantasmes de Reimi Sugimoto i el seu gos Arnold; S'assabenten que Reimi i Arnold van ser assassinats fa una dècada per un assassí en sèrie que encara està a l'aguait a Morioh. Finalment, es revela que el culpable és un guapo treballador d’oficina anomenat Yoshikage Kira, que busca satisfer els seus impulsos assassins mentre porta una vida tranquil·la i tranquil·la. Kira ha adquirit un Stand anomenat Killer Queen, que té la capacitat de convertir qualsevol cosa que toqui en una bomba. És descobert per Shigechi, a qui assassina ràpidament, però el seu impulsiu encobriment condueix a una breu batalla amb Jotaro i Koichi en què Kira és ferida i posteriorment acorralada per Josuke i Okuyasu. Davant de certa derrota, Kira utilitza el suport d'Aya per assumir la identitat d'un home anomenat Kosaku Kawajiri, els mata a tots dos i desapareix. El pare de Kira, Yoshihiro, un fantasma que utilitza el seu Stand per viure en una foto, utilitza un segon Arc i Fletxa per crear un exèrcit d’usuaris de Stand per protegir el seu fill, inclòs un gat moribund que es va reencarnar com un híbrid Stand-plant anomenat Stray Cat, que dispara bombolles d’aire comprimit al seu objectiu.
El fill de Kosaku Kawajiri, Hayato, comença a sospitar que el seu pare ha estat substituït per un impostor i s'enfronta a Kira, que respon matant impulsivament Hayato. Mentre entra en pànic que el descobriran, Kira es veu travessat per la fletxa de Yoshihiro per segona vegada, donant a Stand de Kira una nova habilitat que reviu Hayato. L'endemà al matí, Rohan aborda Hayato, que investiga si Kira ha assumit la identitat de Kosaku Kawajiri. Després d'utilitzar el seu estand per llegir els records d'Hayato, Rohan es veu explotat per una versió en miniatura de Killer Queen, que havia estat implantada a Hayato; Hayato es troba de sobte al llit el mateix matí, una hora abans. Kira explica que ha utilitzat la nova capacitat de Killer Queen Bites the Dust, que mata a tothom que demana a Hayato la identitat de Kira i després rebobina el temps una hora, amb el destí de la víctima assegurat independentment dels intents d'Hayato per evitar-ho. El següent bucle acaba amb Josuke, Jotaro, Okuyasu i Koichi que també exploten; Hayato es desperta una vegada més i s'adona que ha d'aconseguir que Kira desactivi Bites the Dust dins d'una hora per evitar que les morts dels altres esdevinguin permanents. Hayato s'adona que Killer Queen i Bites the Dust no es pot utilitzar al mateix temps, i aprofita els seus coneixements solitaris sobre els llaços del temps per despertar Josuke aviat i organitzar-li que escolti Kira volant la seva coberta. Kira es veu obligada a utilitzar Killer Queen per defensar-se, que cancel·la Bites the Dust just a temps per salvar Josuke i els seus aliats.
Josuke, amb l'ajut d'Hayato i Okuyasu, fa participar Kira en una batalla campal. Kira combina els poders del seu Stand amb Stray Cat per crear bombes de projectils invisibles. Josuke i Hayato s'amaguen en una casa, però Kira planta la foto de Yoshihiro a la butxaca d'Hayato, cosa que li permet detectar la ubicació de Josuke sense poder veure'l. No obstant això, el seu truc està exposat i Josuke imita la veu de Yoshihiro, enganyant a Kira perquè detoni el seu propi pare. Mentrestant, Okuyasu separa Stray Cat de Killer Queen, desactivant les bombes de projectils de Kira. Mentre Jotaro, Koichi i Rohan arriben a l'escena, Kira intenta utilitzar un paramèdic proper per activar Bites the Dust i rebobinar el temps una vegada més, però Jotaro l'atura amb l'assistència de Koichi. Una ambulància que arriba aixafa accidentalment el cap de Kira, el desig del qual de passar desapercebut ha provocat irònicament la seva mort. Al més enllà, Kira s'enfronta a Reimi, que fa que la seva ànima sigui arrossegada cap als inferns. La seva missió complerta, Reimi dona al comiat el darrer comiat i es trasllada a la ultratomba. L'endemà, Josuke s'acomiada de Jotaro i Joseph, que marxen de Morioh quan s'acaba l'estiu del 1999.